# Beurla Reagaird
Il Beurla Reagaird ([ˈpjɤːrˠlˠ̪ə ˈɾɛkərˠtʲ]) è una lingua creola utilizzata in Scozia dalla locale comunità nomade originaria delle Highlands, tradizionalmente chiamati con il termine dispregiativo di tinkers (stagnai). Questo idioma, basato principalmente sul gaelico scozzese, presenta forti contaminazioni dall'inglese e dallo scots.
Il nome Beurla Reagaird significa letteralmente "Gergo dei fabbri", poiché deriva dall'antico irlandese Bérle (da Bel che significa bocca, più il suffisso astratto -re) e dalla parola Eagar, che significa "ordine", "disposizione" (in irlandese "gergo dei fabbri" è Béarla na Saor ).